# El Halloween de Hubie
Hubie Halloween es una película de terror de comedia estadounidense de 2020 dirigida por Steven Brill, escrita por Adam Sandler y Tim Herlihy, y protagonizada por Adam Sandler, Kevin James, Julie Bowen, Ray Liotta, Rob Schneider, June Squibb, Kenan Thompson, Shaquille O'Neal, Steve Buscemi y Maya Rudolph. La película sigue a un trabajador de una charcutería que ama Halloween y que debe salvar la ciudad de Salem, Massachusetts de un secuestrador.
Fue estrenada el 7 de octubre de 2020 por Netflix y dedicada a la memoria del actor Cameron Boyce, quien originalmente estaba programado para aparecer, pero falleció antes de la producción.

## Sinopsis
Pese a su devoción por el pueblo de Salem, Hubie Dubois (Sandler) reconoce que la noche de Halloween no es precisamente la más atractiva para los jóvenes desde hace unos años. En esta ocasión, no obstante, algo distinto está a punto de suceder, y sólo él podrá salvar esta mágica noche.

## Argumento
Hubie Dubois (Adam Sandler) es un empleado de delicatessen en Salem, Massachusetts que es ridiculizado por casi toda la ciudad, y es el blanco de muchos bromas, mientras que sus payasadas han molestado al sargento de policía Steve Downey (Kevin James) y al padre Dave (Michael Chiklis). Hubie pasa su tiempo durante Halloween monitoreando la ciudad como el ayudante oficial de Halloween.
El día antes de Halloween, Hubie conoce a su extraño nuevo vecino Walter Lambert (Steve Buscemi), y se difunden noticias por la ciudad sobre Richie Hartman (Rob Schneider), un convicto que se ha fugado de una institución mental.
El día siguiente es Halloween; Hubie está trabajando como el Monitor de Halloween e investiga la casa de Walter después de recibir informes de ruidos extraños. Habiendo informado de esto a la policía, Downey lo "recluta" como una "AUU" (unidad encubierta auxiliar). Hubie cree que esta asignación es genuina, aunque Steve espera que disuada a Hubie de molestarlo.
Hubie va a una fiesta local de Halloween para monitorear las actividades. Sin embargo, pronto se vuelve amargo. Hubie es engañado para que entre en un laberinto de maíz después de los informes sobre un niño perdido. El compañero de trabajo adolescente de Hubie, Mike (Karan Brar) sigue con la esperanza de asustar a Hubie. Hubie encuentra a Mike y lo ve arrastrado al laberinto, luego no se encuentra por ningún lado.
Hubie centra su atención en el seguimiento en un autocine. Los antiguos compañeros de clase de Hubie, Lester y Mary Hennessey (Tim Meadows y Maya Rudolph), asustan a Hubie después de informes falsos de actividad sospechosa en uno de los autos en el autocine (que resulta ser truco o ... tratantes conducidos por el Sr. Hennessey para tirar huevos a Hubie). Huye al bosque y encuentra a Walter. Walter cree que se está convirtiendo en un hombre lobo y persigue a Hubie a una casa embrujada en una carnaval ambulante.
El Sr. y la Sra. Hennessey son secuestrados y el sargento Downey recibe una alerta. En la casa encantada, Hubie ve un husky siberiano, pensando que es Walter en su forma final. El husky luego corre hacia la casa embrujada y Hubie lo persigue dentro. Pete Landolfa (Ray Liotta) entra para asustar a Hubie, pero es secuestrado frente a él. El sargento Downey llega y sugiere al alcalde Benson ( George Wallace) que cancelen Halloween. Hubie cree que es Walter, pero luego el sargento Blake (Kenan Thompson) dice que Walter está en la estación de policía y con Richie que se había entregado, quien también revela que el verdadero nombre de Walter es Nick Hudson. Richie había escapado para llevar a Walter de regreso a la institución mental a la que se refieren como el centro de tratamiento de hombres lobo. Downey, Benson y Dave están de acuerdo en que Hubie es el secuestrador, pensando que se está vengando de sus matones. Huye y se dirige a una emisora de radio.
DJ Aurora (Shaquille O'Neal, con la voz de Vivian Nixon) le dice a Hubie que alguien llama mucho más que él siempre solicitando una canción para Hubie. Todos piensan que  La ex esposa de del Sargento Downey, Violet Valentine (Julie Bowen) es la que llama. El teléfono quemador que se colocó cuando se llamó se revela que está en la casa de Hubie y él corre hacia allí, esperando que su madre (June Squibb) esté bien. Se revela que la madre de Hubie secuestró a Pete, Mike y los Hennessey como venganza por atormentar a Hubie y planea quemarlos vivos. Los rescata justo cuando llegan la policía, Nick y Richie. Su madre desaparece repentinamente al usar el truco de Frankenstein.
Un año después, Hubie está casado con Violet, es el nuevo alcalde de Salem, y sus nuevos hijos adoptivos van a engañar o tratar vestidos como las personas que conoce. Habiéndose ganado el respeto de los lugareños, Hubie va a la ciudad en su bicicleta con Downey escoltándolo y se prepara para las festividades de Halloween.

## Reparto
- Adam Sandler como Hubie Dubois
- Julie Bowen como Violet Valentine
- Kevin James como el oficial Steve Downing
- Ray Liotta como Pete Landolfa
- Rob Schneider como Richie Hartman
- June Squibb como la señora Dubois, madre de Hubie.
- Kenan Thompson como el oficial Blake
- Shaquille O'Neal como DJ Aurora
- Steve Buscemi como Walter Lambert / Nick Hudson, el nuevo vecino de los Dubois.
- Maya Rudolph como Mary Hennessey
- Tim Meadows como Lester Hennessey
- Michael Chiklis como el padre Dave
- George Wallace como el alcalde Benson
- Karan Brar como Michael "Mike" Mundi
- Paris Berelc como Megan McNally
- Noah Schnapp como Tommy Valentine, hijo adoptivo de Violet.
- China Anne McClain como Chantal Taylor
- Peyton List como Peggy
- Colin Quinn como el portero
- Kym Whitley como Louise
- Lavell Crawford como Dan
- Mikey Day como Axehead
- Blake Clark como el señor Tayback
- Tyler Crumley como Andy O'Doyle
- Betsy Sodaro como Bunny, la esposa de DJ Aurora.
- Sadie Sandler como Danielle Valentine, hija adoptiva de Violet.
- Sunny Sandler como Cooky Valentine, hija adoptiva de Violet.
- Melissa Villaseñor como Karen
- Jackie Sandler como Tracy Phillips
- Paul Sado como el señor Phillips
- Bradley Steven Perry como Cormac
- Ben Stiller como Hal, un enfermero del manicomio.
- Yolande Bavan como la señora Banerjee
- Dan Patrick como el director

## Producción
En julio de 2019, se anunció que Adam Sandler, Kevin James, Julie Bowen, Maya Rudolph, Ray Liotta, Steve Buscemi, Rob Schneider, Michael Chiklis, Kenan Thompson, China Anne McClain, Peyton List,Paris Berelc, Tim Meadows, Colin Quinn, June Squibb, Shaquille O'Neal, Karan Brar, Noah Schnapp, Mikey Day, Melissa Villaseñor, Kym Whitley, Lavell Crawford, Betsy Sodaro, George Wallace y Blake Clark se habían unido al reparto de la película, con Steven Brill dirigiendo a partir de un guion de Sandler y Tim Herlihy, con Happy Madison Productions produciendo y Netflix distribuyendo.

### Rodaje
El rodaje comenzó en julio de 2019 en Massachusetts.

## Lanzamiento
La película se estrenó el 7 de octubre de 2020 a nivel mundial, en Netflix.